# Argeneh-ye Soflá
Argeneh-ye Soflá (persiska: ارگنه سقلی) är en ort i Iran.   Den ligger i provinsen Kermanshah, i den nordvästra delen av landet, 400 km väster om huvudstaden Teheran. Argeneh-ye Soflá ligger 1 342 meter över havet och antalet invånare är 573.
Terrängen runt Argeneh-ye Soflá är huvudsakligen kuperad, men norrut är den platt. Runt Argeneh-ye Soflá är det ganska tätbefolkat, med 58 invånare per kvadratkilometer. Närmaste större samhälle är Şaḩneh, 10,1 km norr om Argeneh-ye Soflá. Omgivningarna runt Argeneh-ye Soflá är i huvudsak ett öppet busklandskap.